# Фавар, Шарль-Симон
Шарль-Симо́н Фава́р (фр. Charles-Simon Favart; 13 ноября 1710, Париж — 18 мая 1792, там же) — автор либретто многих комических опер и театральных пьес.

## Биография
С 1732 года сочинял пьесы для парижских ярмарочных театров, а с 1743 по 1745 был режиссером театра «Опера комик». В 1745—1750 жил и работал в Брюсселе. В 1751 вернулся в Париж. Его жена, певица и актриса Мари Жюстин де Ронсере (du Ronceray, 1727—1772), дебютировала в Париже в 1744 году. Лучшими её ролями считались роли крестьянок в «Аннет и Любин» (Annette et Lubin) Блеза и «Бастьене и Бастьенне» Моцарта. Вместе с мужем написала около 90 пьес для театра. Роман[уточнить] Фавара «Нинетта при дворе» (Ninette à la cour) лёг в основу комической оперы Андре Гретри «Колинетта при дворе, или Двойное испытание» (1782).
Произведения Фавара были изданы в Париже в 1850 году под заглавием «Сочинения г-на и г-жи Фавар» (Oeuvres de M. et M-me Favart). Его песенки ценили Верлен и Рембо. Супруги Фавар фигурируют в комической опере Жака Оффенбаха Мадам Фавар (1878).

## Семья
Жена Мари Жюстин Фавар (1727—1772), артистка.
Один из их сыновей, Шарль-Никола Фавар, стал актёром; его внук Антуан Пьер Шарль Фавар — писателем.